# Alberto Korda
Alberto Díaz Gutiérrez, poznatiji kao Alberto Korda ili Korda, (Havana, 14. rujna 1928. – Pariz, 25. svibnja 2001.), bio je kubanski fotograf koji se proslavio diljem svijeta jer je snimio jednu od najreproduciranijih fotografija, fotografiju Che Guevare. Fotografija je dobila naziv Guerrillero heroico, "Heroj gerile", a snimljena je 5. ožujka 1960. u Havani, Kuba, na komemoraciji za žrtve eksplozije La Coubre i do kraja 1960-ih pretvorila karizmatičnoga i prijepornog vođu u kulturnu ikonu. Korda je izjavio da ga je u trenutku kad je snimao sliku privukao Guevarin izraz lica, koji je iskazivao "apsolutnu nepomirljivost", kao i ljutnju i bol. Mnogo godina kasnije, Korda će reći da je fotografija pokazala Cheov čvrst i stoički karakter. U vrijeme kad je fotografija snimljena Guevara je imao 31 godinu. Od tada fotografija je reproducirana u tisućama inačica diljem svijeta a ukrašavala je i kubanske kovanice.

## Galerija
- Kordova fotografija Che Guevare